# إليزابيث غراي (جامعة أحافير)
إليزابيث غراي (بالإنجليزية: Elizabeth Gray)‏ (الاسم عند الولادة إليزابيث أندرسون) (21 شباط/فبراير 1831-11 شباط/فبراير 1924)، هي من أوائل جامعي الأحافير من جنسية إسكتلندية، ومبتكرة لمجموعة منظمة علميا من الأحافير للعديد من المتاحف.

## الحياة
ولدت إليزابيث أندرسون في ألواي في عام 1831. انتقلت وعائلتها إلى إينوك بالقرب من مدينة جيرفان في أيرشاير حيث عملوا بالزراعة، والتحقت إليزابيث بمدرسة خاصة صغيرة. اهتم والدها كثيرا بجمع الأحافير، وامتلك نوعا من الحيوانات المفصلية المنقرضة يدعى ترليوبيت، وسمي باسمه. أُرسلت أندرسون إلى مدرسة داخلية في مدينة غلاسكو عندما كانت في الخامسة عشرة. بقيت لمدة عام ثم عادت لمساعدة عائلتها في المنزل.

## الزواج (والعُطل في جيرفان)
تزوجت من روبرت غراي في 8 نيسان/أبريل 1856، واهتما سوية بجمع الأحافير في كل عطلة في مدينة جيرفان، وقدموا أولادها المساعدة كلما تمكنوا من ذلك. عاشوا في مدينة غلاسكو، حيث عمل روبرت في أحد المصارف، أما عطلهم فكانت في أيرشاير. تركز اهتمام إليزابيث على توثيق واكتشاف الأحافير، ودربت أطفالها على توثيق نتائجهم أيضا. شارك روبرت في تأسيس جمعية التاريخ الطبيعي في غلاسكو حيث عُرضت الكثير من نتائجهما.
```
لم تستخدم السيدة إليزابيث اسمها بداية وعمدت لاستخدام اسم زوجها في الوقت الذي شهد سيطرة الرجل في كل المجالات. قدم زوجها الأعمال ونسبها لعمل أسرته.
[
5
]
 اُستخدمت عينات إليزابيث كثيرا في الاجتماعات الأولى في جمعية التاريخ الطبيعي في 
غلاسكو
، ولكن دون ذكر جيد بأنها وزوجها لهما فضل في ذلك. مع ذلك، مُنحت أول مجموعة لغراي لمتحف هانتيريان في غلاسكو عام 1866.
[
6
]
```

كان جون يونغ هو المشرف على متحف هانتيريان، كما كان أستاذا جامعيا شغل أحد الكراسي الملكية في التاريخ الطبيعي، في جامعة غلاسكو، وأيد بشدة التعليم العالي للمرأة ودرّس صفوفا من النساء ودعا إليزابيث لحضور محاضرات في الجيولوجيا في جامعته عام 1869. أصبحت اكتشافاتها وأوصافها العلمية عينات تصنيف، والعديد من اكتشافاتها هي عينات تصنيف. حُدد كل من رخوي لافوسبيرا تريسبيراليس، ونجم البحر هدسناستر غرايي، وأركوفاياكتس غرايي الشائك عن طريق الأحافير التي وجدتها.
تمكنوا من استخدام خبرات علماء الإحاثة في إدنبرة بدءا من عام 1874 حيث انتقلت العائلة لمكان عمل روبرت الجديد، ووُصفت وصُنفت الأحافير الأردوفيسية. توفي روبرت في عام 1887.

## تعاون إضافي
استندت إليزابيث غراي في أعمالها على العديد من المنشورات، مثل سلسلة جيرفان للعام 1882 لتشارلز لابورث، ولاحظ لابورث أهمية عملها باعتبارها المجموعة الأولى ذات التوثيق الدقيق للمواقع والآفاق لكل أحفورة، والتي دُونت أثناء الجمع. منح الدكتور رامزي تراكواير من المتحف الملكي الإسكتلندي إليزابيث الفرصة لتتعلم كيف تصف اكتشافاتها علميا، لكنها رغبت في التركيز على العثور على عينات للآخرين من أجل دراستها لأنها شعرت بأن لديهم خبرة أكثر منها.
استفاد عالم الإحاثة توماس دافيدسون من قلة اهتمام الزوج غراي ووصف مجموعات من الأحافير التي أرسلاها له في الفترة مابين عام 1857 وعام 1885. ونشر روبرت إثيريدج وهينري آلين نيكولسن دراسة أحادية عن أحافير العصر السيلوري معتمدين على مجموعة الزوج غراي.
تناقص اهتمام نيكولسن بنفاذ تمويله، فتوجهت غراي لفريدريك ريتشارد كوبر ريد من كامبريدج للحصول على المساعدة. واُعتقد بأنه انعزل بينما كان قادرا على نشر العديد من الأبحاث استنادا على أحفوريات غراي، وقيل بأنه لم يزر الموقع أبدا لمعرفة أين جُمعت الأحفوريات. استند وليم كينغدون سبنسر على حفرياتها، كما فعلت جين لونغستاف التي صنفت أحافير بطنيات الأقدام.
قدمت إليزابيث –باستخدام مهاراتها في الملاحظة الدقيقة– قائمة بالأحفوريات التي جمعتها في أيرشاير، واستخدمها علماء جيولوجيون آخرون في كل من اسكتلندا وإنجلترا على نطاق واسع. كما ساهمت مساهمة مهمة في المجلد البريطاني للمسح الجيولوجي على الصخور الإسكتلندية السيلورية.
أدت سنوات جمع الأحافير التي قضتها إليزابيث إلى أن تكون ضليعة في الجيولوجيا والرسوبيات مع الاحتفاظ بسجلات دقيقة لعملها، ولاتزال مجموعات غراي لا تقدر بثمن بالنسبة لأولئك الذين يدرسون العصر الاوردوفيكي والعصر السيلوري هذه الأيام.
طلبت غراي المساعدة باستمرار لضمان وصف اكتشافاتها بشكل صحيح، ولذلك كان لديها مراسلات طويلة ومستعجلة في بعض الأحيان مع فرانسيس باثر في المتحف البريطاني.
أصبحت غراي عضوا فخريا في الجمعية الجيولوجية في غلاسكو في عام 1900، ومن ثم مُنحت جائزة «صندوق مورشيسون الجيولوجي» في عام 1903 تقديرا لمساهمتها طيلة حياتها في هذا المجال. وجاء عنها في قاموس أوكسفورد للسير الوطنية: «امرأة ذات شخصية هامة وعُرفت بالتصميم والدهاء وذاكرة حافظة بشكل هائل.»
بقيت غراي تجمع الأحافير حتى عمر 92 عاما، وتوفيت في إدنبرة في عام 1924. وواصلت ابنتاها أليس وإديث عملها بعد وفاتها.

## الإرث
تركت غراي مجموعات شاملة من الأحافير الإسكتلندية في عدد من المتاحف البريطانية. عملت وعائلتها في جيرفان من عام 1855 حتى عام 1941، وأنشأت الأسرة مجموعات منظمة علميا من الأحافير للعديد من المتاحف بما في ذلك متحف التاريخ الطبيعي في لندن، واستمرت أليس بمساعدة إديث بزيارة جيرفان حتى عام 1941.
وصفت أليس ذلك بأنه كان وسيلة التسلية في طفولتها، حيث كانوا يعملون بسرية ليتجنبوا اكتشاف الآخرين لاهتمامهم هذا ولم يتقاعسوا طوال الليل عن العمل حتى تُفهرس جميع النتائج التي حصلوا عليها خلال اليوم.